# Ernest Guillemin
Pour les articles homonymes, voir Guillemin.
Ernest Guillemin, né le 19 décembre 1828 à Avesnes-sur-Helpe (Nord) et mort le 12 septembre 1885 dans la même ville est un homme politique français.

## Biographie
Ernest Guillemin est élève de l'École d'administration en 1848.
Docteur en droit, avocat, bâtonnier, il est sous-préfet d'Avesnes en 1870, Guillemin est conseiller général et député du Nord de 1876 à 1885, siégeant au groupe de la gauche républicaine. Lors de la crise du 16 mai 1877, il est l'un des signataires du manifeste des 363. Il est le père de Léon Guillemin, député du Nord de 1890 à 1899.

## Hommage
- Un monument d'Avesnes-sur-Helpe porte son nom[3].

## Sources
- « Ernest Guillemin », dans Adolphe Robert et Gaston Cougny, Dictionnaire des parlementaires français, Edgar Bourloton, 1889-1891 [détail de l’édition]